# Tính quan sát được
Trong lý thuyết điều khiển, tính quan sát được là một thước đo để biết được các trạng thái bên trong của một hệ thống tốt như thế nào có thể suy ra bởi các kết quả đầu ra bên ngoài của nó. Tính quan sát được và tính điều khiển được của một hệ thống là cặp phạm trù đối ngẫu trong toán học. Khái niệm về tính quan sát được đã được đưa ra bởi kỹ sư người Mỹ-Hungary Rudolf E. Kalman cho các hệ thống động học tuyến tính.

## Định nghĩa
Chính thức, một hệ thống được gọi là có thể quan sát được nếu cho bất kỳ chuỗi trạng thái và vector điều khiển có thể, trạng thái hiện tại có thể được xác định trong thời gian hữu hạn chỉ sử dụng các đầu ra (định nghĩa này nghiêng về phía biểu diễn không gian trạng thái). Ít chính thức hơn, điều này có nghĩa là từ các đầu ra của hệ thống có thể xác định hành vi của toàn bộ hệ thống. Nếu một hệ thống là không thể quan sát được, điều này có nghĩa là các giá trị hiện tại của một số trạng thái của nó không thể được xác định thông qua các cảm biến đầu ra. Điều này ngụ ý rằng giá trị của chúng là chưa biết đối với bộ điều khiển (mặc dù chúng có thể được ước tính thông qua các phương pháp khác nhau).
Đối với các hệ thống tuyến tính thời gian bất biến trong biểu diễn không gian trạng thái, có một bài kiểm tra rất tiện lợi để xem hệ thống có thể quan sát được hay không. Xem xét một hệ thống SISO với {\displaystyle n} trạng thái (xem không gian trạng thái để biết thêm chi tiết về các hệ thống MIMO). nếu rank (hạng) của hàng của ma trận có thể quan sát được sau 
{\displaystyle {\mathcal {O}}={\begin{bmatrix}C\\CA\\CA^{2}\\\vdots \\CA^{n-1}\end{bmatrix}}}
là bằng {\displaystyle n}, thì hệ thống là có thể quan sát được. Lý do của kiểm tra này là nếu các hàng là độc lập tuyến tính, thì mỗi trong {\displaystyle n} trạng thái là có thể xem được thông qua các tổ hợp tuyến tính của các biến đầu ra {\displaystyle y(k)}.
Một module được thiết kế để đánh giá trạng thái của một hệ thống từ các phép đo lường của các đầu ra được gọi là mộttrình quan sát trạng thái (state observer) hoặc chỉ đơn giản là một trình quan sát cho hệ thống đó.
Chỉ số có thể quan sát được
Chỉ số có thể quan sát được {\displaystyle v} của một hệ thống rời rạc thời gian bất biến tuyến tính thì nhỏ hơn số tự nhiên nhỏ nhất mà thỏa mãn {\displaystyle {\text{rank}}{(O_{v})}={\text{rank}}{(O_{v+1})}}, trong đó
{\displaystyle {\mathcal {O}}_{v}={\begin{bmatrix}C\\CA\\CA^{2}\\\vdots \\CA^{v-1}\end{bmatrix}}.}
Tính có thể phát hiện
Một khái niệm hơi yếu hơn so với tính có thể quan sát là tính có thể phát hiện. Một hệ thống là có thể phát hiện nếu tất cả các chế độ không ổn định là quan sát được.

## Hệ thống thời gian biến đổi liên tục
Hãy xem xét hệ thống thời gian biến đổi liên tục tuyến tính sau
{\displaystyle {\dot {\mathbf {x} }}(t)=A(t)\mathbf {x} (t)+B(t)\mathbf {u} (t)\,}
{\displaystyle \mathbf {y} (t)=C(t)\mathbf {x} (t).\,}
Giả sử ràng các ma trận {\displaystyle A,B,{\text{ and }}C} được cho cung như các đầu vào và đầu ra  {\displaystyle u{\text{ and }}y} đối với tất cả{\displaystyle t\in [t_{0},t_{1}]} thì có thể xác định {\displaystyle x(t_{0})} nằm trong một vector hằng số phụ, nằm trong không gian trống {\displaystyle M(t_{0},t_{1})} được định nghĩa bởi
{\displaystyle M(t_{0},t_{1})=\int _{t_{0}}^{t_{1}}\phi (t,t_{0})^{T}C(t)^{T}C(t)\phi (t,t_{0})dt}
trong đó {\displaystyle \phi } là ma trận dịch chuyển trạng thái.
Ta có thể xác định một {\displaystyle x(t_{0})} duy nhất nếu {\displaystyle M(t_{0},t_{1})} là ma trận khả nghịch. Thật ra, ta không thể phân biệt trạng thái ban đầu đối với {\displaystyle x_{1}} từ {\displaystyle x_{2}} nếu {\displaystyle x_{1}-x_{2}} là không gian trống của {\displaystyle M(t_{0},t_{1})}.
Ghi chú rằng ma trận {\displaystyle M} được định nghĩa như trên có các tính chất sau:
- {\displaystyle M(t_{0},t_{1})} có tính chất

đối xứng
- {\displaystyle M(t_{0},t_{1})} là is nữa xác định dương đối với {\displaystyle t_{1}\geq t_{0}}
- {\displaystyle M(t_{0},t_{1})} thỏa mãn phương trình vi phân ma trận tuyến tính

{\displaystyle {\frac {d}{dt}}M(t,t_{1})=-A(t)^{T}M(t,t_{1})-M(t,t_{1})A(t)-C(t)^{T}C(t),\;M(t_{1},t_{1})=0}
- {\displaystyle M(t_{0},t_{1})} thỏa mãn phương trình

{\displaystyle M(t_{0},t_{1})=M(t_{0},t)+\phi (t,t_{0})^{T}M(t,t_{1})\phi (t,t_{0})}

## Trường hợp phi tuyến
Cho hệ thống {\displaystyle {\dot {x}}=f(x)+\sum _{j=1}^{m}g_{j}(x)u_{j}}, {\displaystyle y_{i}=h_{i}(x),i\in p}. Trong đó {\displaystyle x\in \mathbb {R} ^{n}} vector trạng thái, {\displaystyle u\in \mathbb {R} ^{m}} vector đầu vào và {\displaystyle y\in \mathbb {R} ^{p}} vector đầu ra.  {\displaystyle f,g,h} là các trường vector mịn.
Bây giờ ta định nghĩa không gian quan sát được {\displaystyle {\mathcal {O}}_{s}} là không gian chứa tất cả Đao hàm Lie lặp lại. Bây giờ hệ thống này là quan sát được trong {\displaystyle x_{0}} nếu và chỉ nếu  {\displaystyle {\textrm {dim}}(d{\mathcal {O}}_{s}(x_{0}))=n}.
Ghi chú: {\displaystyle d{\mathcal {O}}_{s}(x_{0})=\mathrm {span} (dh_{1}(x_{0}),\ldots ,dh_{p}(x_{0}),dL_{v_{i}}L_{v_{i-1}},\ldots ,L_{v_{1}}h_{j}(x_{0})),\ j\in p,k=1,2,\ldots .}
Các tiêu chuẩn đầu tiên cho tính quan sát được trong các hệ thống động học phi tuyến đã được khám phá bởi Griffith và Kumar, Kou, Elliot vàTarn, và Singh.

## Các hệ thống tĩnh và không gian tôpô chung
Tính quan sát được cũng có thể được đặc trưng cho các hệ thống trạng thái ổn định (các hệ thống thường được định nghĩa trong điều kiện của các phương trình và bất phương trình đại số), hoặc tổng quát hơn, đối với các tập trong {\displaystyle \mathbb {R} ^{n}}  
,. Tiêu chuẩn có thể quan sát được được sử dụng để dự đoán hành vi của các bộ lọc Kalman hoặc các trình quan sát khác trường hợp hệ thống động học, tiêu chuẩn có thể quan sát được cho các tập trong {\displaystyle \mathbb {R} ^{n}} được sử dụng để dự đoán hành vi điều hòa dữ liệu và các ước lượng thống kê khác. Trong trường hợp phi tuyến, tính quan sát được công suất thể được mô tả cho các biến đơn lẽ, và cũng cho hành vi ước lượng địa phương hơn là ước lượng toàn cục.